# Al·lactita
L'al·lactita és un mineral de la classe dels fosfats, que pertany al i dona nom al grup de l'al·lactita. Va ser anomenat per Stens Anders Hjalmar Sjogren l'any 1884 del grec αλλάκτειν ("allaktein"), "canviar", com a referència al seu marcat pleocroisme.

## Característiques
L'al·lactita és un fosfat de fórmula química Mn₇2+(AsO₄)₂(OH)₈. Cristal·litza en el sistema monoclínic en prismes allargats en [010] o laminats i tabulars en {100}. Forma agregats divergents o subparal·lels de fins a 6 mm. La seva duresa a l'escala de Mohs és 4,5.
Segons la classificació de Nickel-Strunz, l'al·lactita pertany a «08.BE: Fosfats, etc. amb anions addicionals, sense H₂O, només amb cations de mida mitjana, (OH, etc.):RO₄ > 2:1» juntament amb els següents minerals: augelita, grattarolaïta, cornetita, clinoclasa, arhbarita, gilmarita, flinkita, raadeïta, argandita, clorofenicita, magnesioclorofenicita, gerdtremmelita, dixenita, hematolita, kraisslita, mcgovernita, arakiïta, turtmannita, carlfrancisita, synadelfita, holdenita, kolicita, sabel·liïta, jarosewichita, theisita, coparsita i waterhouseita.

## Formació i jaciments
Descrita a un cos estratiforme metamorfitzat de mineralització de zinc a Franklin, Nova Jersey, EUA. També ha estat trobada a Iton Knob, Austràlia del Sud, a Austràlia; a diverses mines de Värmland i a la localitat de Grythyttan, a Västmanland, a Suècia.